# Lovendor
Lovendor (официально пишется LoVendoЯ) — японская женская рок-группа. Название образовывается от слов «Love» (любовь) и «Vendor» (продавец).

## История
Группа была образована в 2012 году вокруг участницы Morning Musume Рэйны Танаки. В первом составе были четыре девушки: Рэйна Танака (вокал), Марина Окада (вокал), Юки Уодзуми (гитара) и Марин Миядзава (гитара).
В июле 2016 года было объявлено, что Юки Уодзуми вскоре покинет группу и что её официальная отставка («выпуск») из коллектива намечена на 16 сентября. 31 марта 2019 года группу покинула вокалистка Марина Окада, оставшиеся две участницы приняли решение приостановить деятельность группы с 31 июля 2019 года, когда у Марин Миядзавы закончился эксклюзивный контракт с агентством.

## Состав
- Рэйна Танака (яп. 田中 れいな, род. 11 ноября 1989) — вокал (лидер)
- Марин Миядзава (яп. 宮澤 茉凛, род. 10 апреля 1993) — гитара

### Бывшие участницы
- Юки Уодзуми (яп. 魚住 有希, род. 14 июля 1991) — гитара (покинула группу 16 сентября 2016 года)
- Марина Окада (яп. 岡田 万里奈, род. 24 июля 1993) — вокал (покинула группу 31 марта 2019 года)

## Дискография

### Мини-альбомы
| Lovendor Cover the Rock (яп. ラベンダーカバー The ROCK)                                                          | - Кавер-мини-альбом - Дата выхода: 22 мая 2013 - Лейбл: Up-Front Works - Формат(ы): CD           | 67  | N/A |
| Bukiyō (яп. 不器用)                                                                                              | - DVD-мини-альбом - Дата выхода: 23 апреля 2014 - Лейбл: Up-Front Works - Формат(ы): DVD         | N/A | 29  |
| Ikujinashi (яп. イクジナシ)                                                                                      | - Мини-альбом - Дата выхода: 5 ноября 2014 - Лейбл: Up-Front Works - Формат(ы): CD (+ bonus DVD) | 41  | N/A |
| Яe:Start | - Мини-альбом - Дата выхода: 6 сентября 2017 - Лейбл: zetima - Формат(ы): CD (+ bonus DVD)       | 33  | N/A |
| N/A указывает на то, что альбом не мог войти в данный чарт, так как вышел либо только на CD, либо только на DVD. |                                                                                                  |     |     |

### Синглы
| № | Название                                                                                 | Дата выпуска      | Чарты      |
| № | Название                                                                                 | Дата выпуска      | JPN Oricon |
| - | ---------------------------------------------------------------------------------------- | ----------------- | ---------- |
| 1 | «Ii n' ja Nai? / Futsuu no Watashi Ganbare!» (яп. いいんじゃない？／普通の私 ガンバレ！) | July 1, 2015      | 7          |
| 2 | «Takaramono / Itsuwari» (яп. 宝物／イツワリ)                                             | February 24, 2016 | 13         |